# Diócesis de Oppido Mamertina-Palmi
La diócesis de Oppido Mamertina-Palmi (en latín: Dioecesis Oppidensis-Palmarum y en italiano: Diocesi di Oppido Mamertina-Palmi) es una circunscripción eclesiástica de la Iglesia católica en Italia. Se trata de una diócesis latina, sufragánea de la arquidiócesis de Regio de Calabria-Bova. Desde el 21 de septiembre de 2023 su obispo es Giuseppe Alberti.

## Territorio y organización

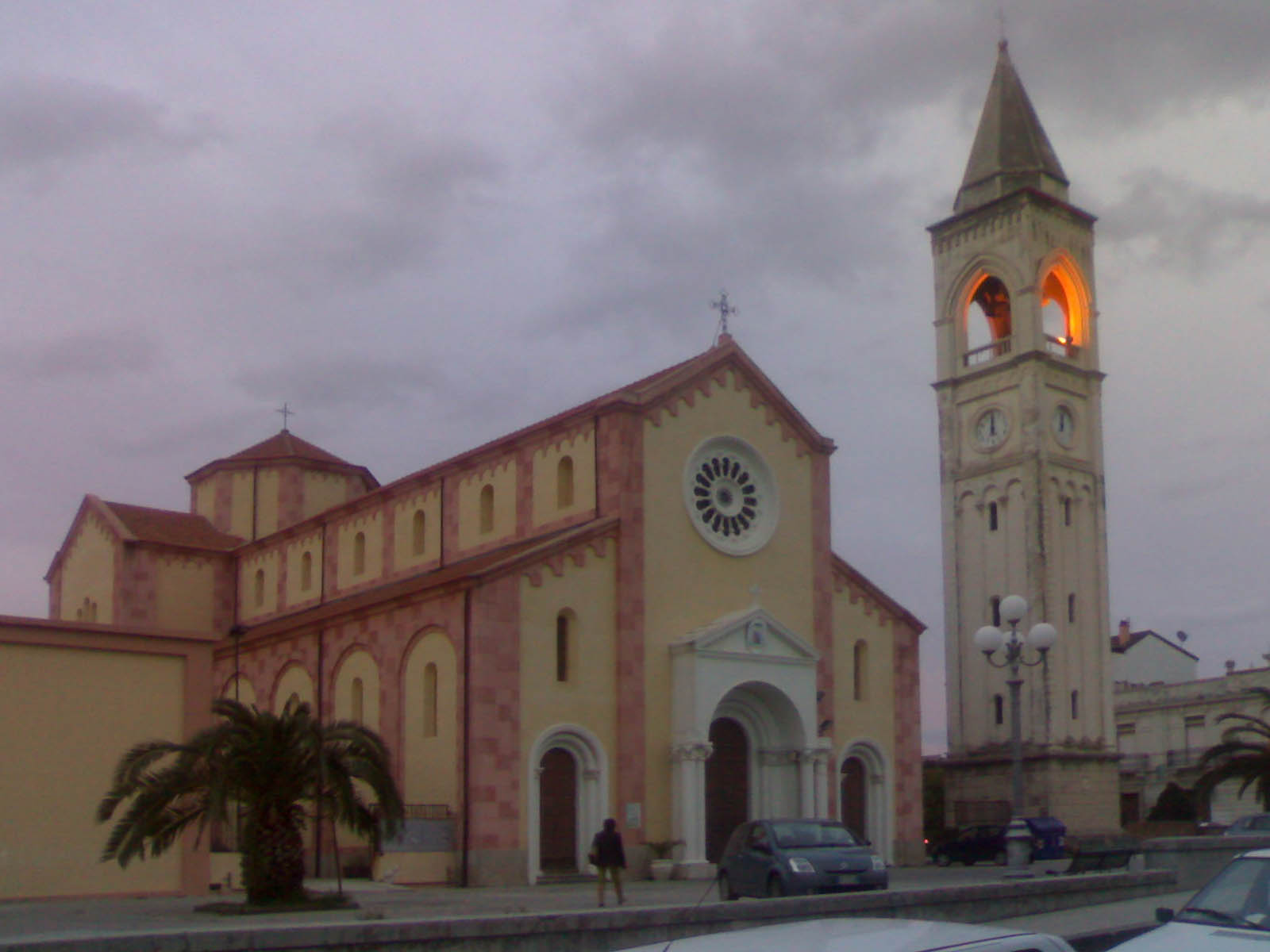
Concatedral de San Nicolás, en Palmi

La diócesis tiene 930 km² y extiende su jurisdicción sobre los fieles católicos de rito latino residentes en 33 comunas de la ciudad metropolitana de Regio de Calabria en la región de Calabria: Anoia, Candidoni, Cinquefrondi, Cittanova, Cosoleto, Delianuova, Feroleto della Chiesa, Galatro, Giffone, Gioia Tauro, Laureana di Borrello, Maropati, Melicuccà, Melicucco, Molochio, Oppido Mamertina, Palmi, Polistena, Rizziconi, Rosarno, Santa Cristina d'Aspromonte, San Ferdinando, San Giorgio Morgeto, Scido, San Pietro di Caridà, Seminara, San Procopio, Sant'Eufemia d'Aspromonte, Sinopoli, Serrata, Taurianova, Terranova Sappo Minulio y Varapodio.

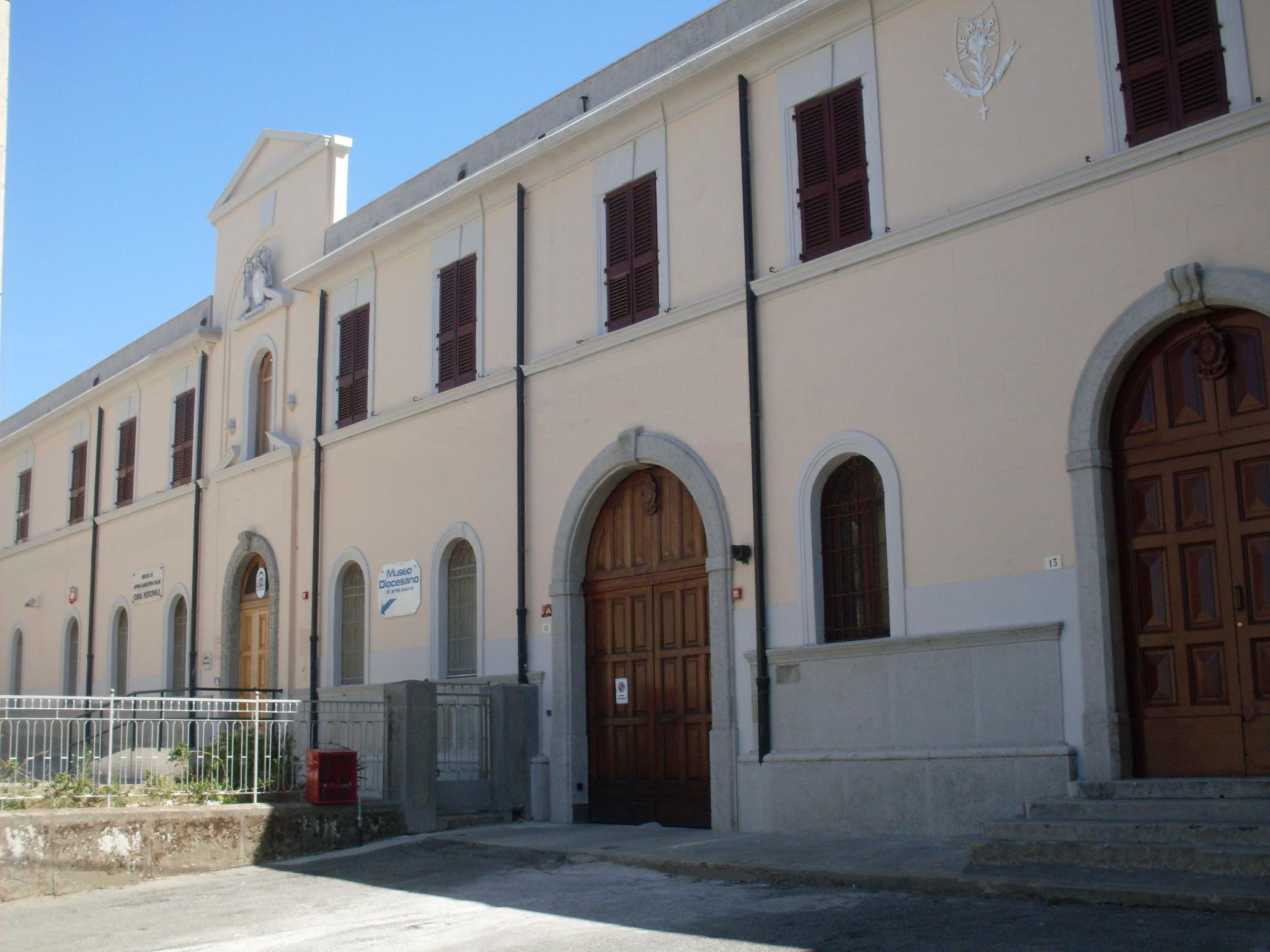
Palacio episcopal, en Oppido Mamertina

La sede de la diócesis se encuentra en la ciudad de Oppido Mamertina, en donde se halla la Catedral de Santa María Asunta, el palacio episcopal, el seminario y el museo diocesano. En Palmi se halla la Concatedral de San Nicolás y las oficinas de la curia diocesana. En Gioia Tauro se encuentran la casa del laicato y el Instituto Superior de Pastoral Teológica San Giovanni XXIII y en Rizziconi el auditorio diocesano Casa di Nazareth. En Seminara se halla santuario basílica de María Santísima de los Pobres. 

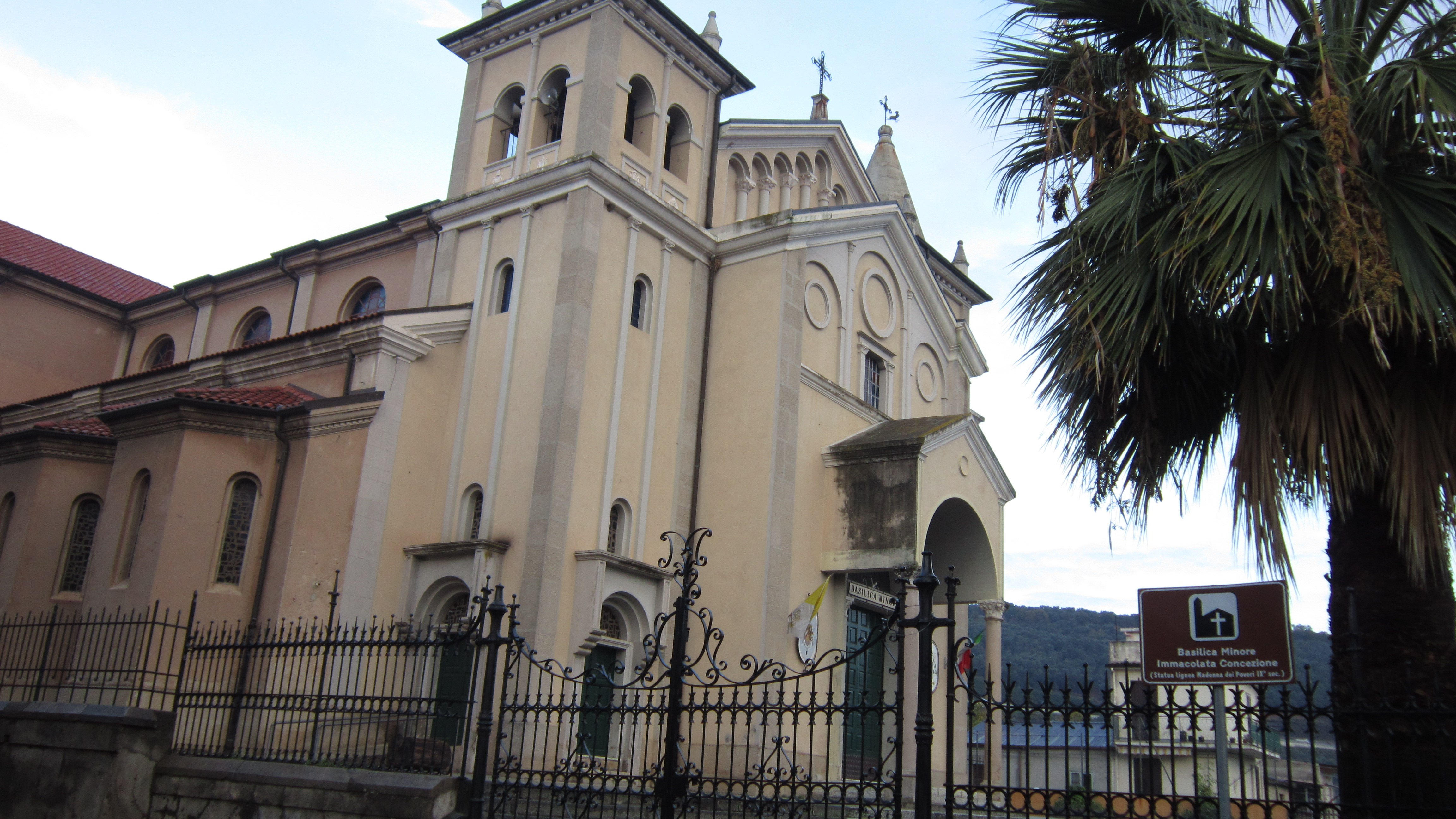
Santuario basílica de María Santísima de los Pobres, en Seminara

Otros santuarios son: Maria Santissima del Rosario, en Cittanova, San Rocco, en Cosoleto, Maria Santissima delle Grazie, en Oppido Mamertina, Maria Santissima del Carmelo, en Palmi, Maria Santissima dell'Itria, en Polistena,Maria Santissima di Patmos, en Rosarno, Santissimo Crocifisso, en Terranova Sappo Minulio.

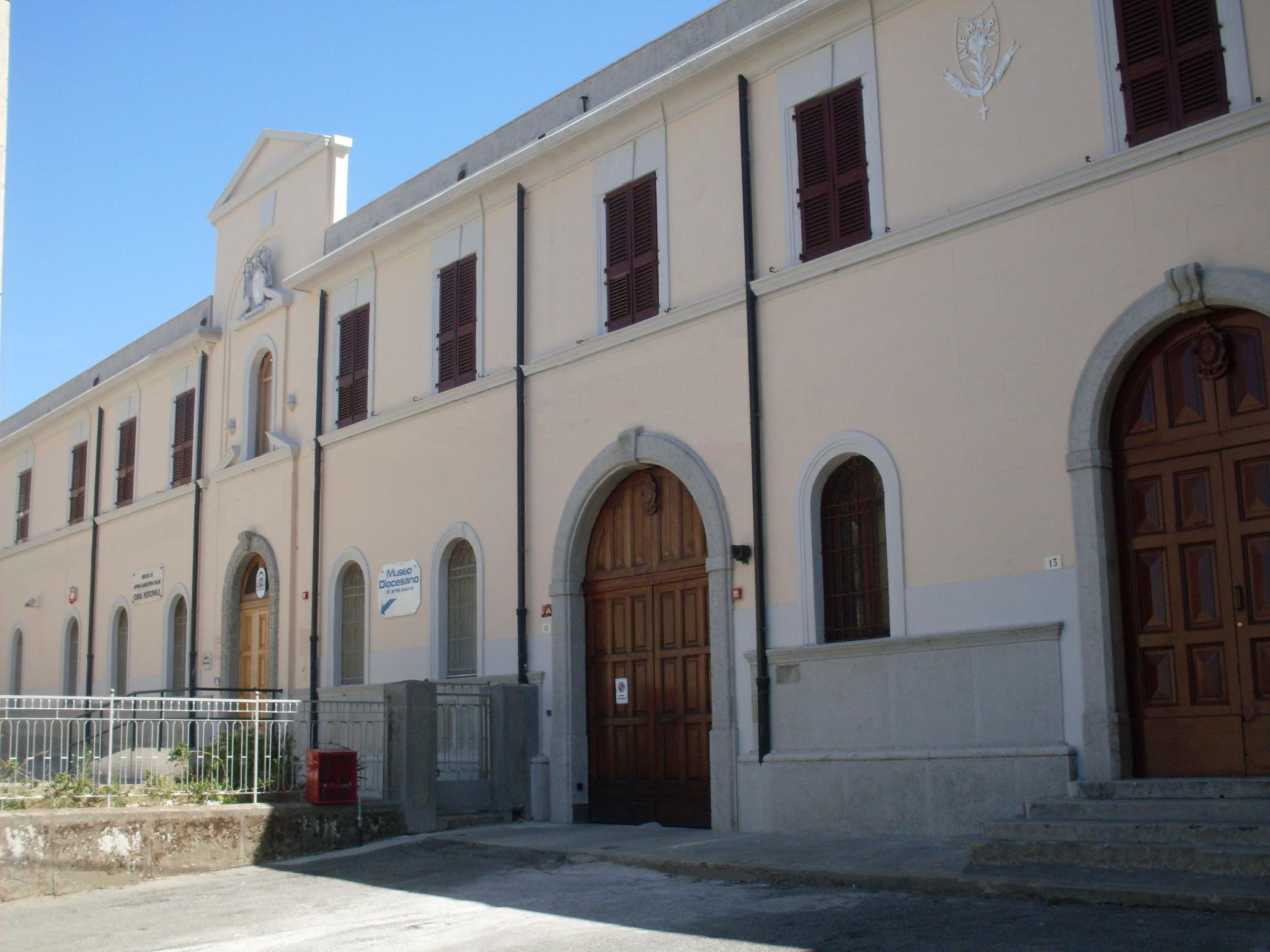
Museo diocesano de Oppido Mamertina

En 2021 en la diócesis existían 66 parroquias agrupadas en 4 vicarías: Gioia Tauro-Rosarno, Oppido Mamertina-Taurianova, Palmi y Polistena.

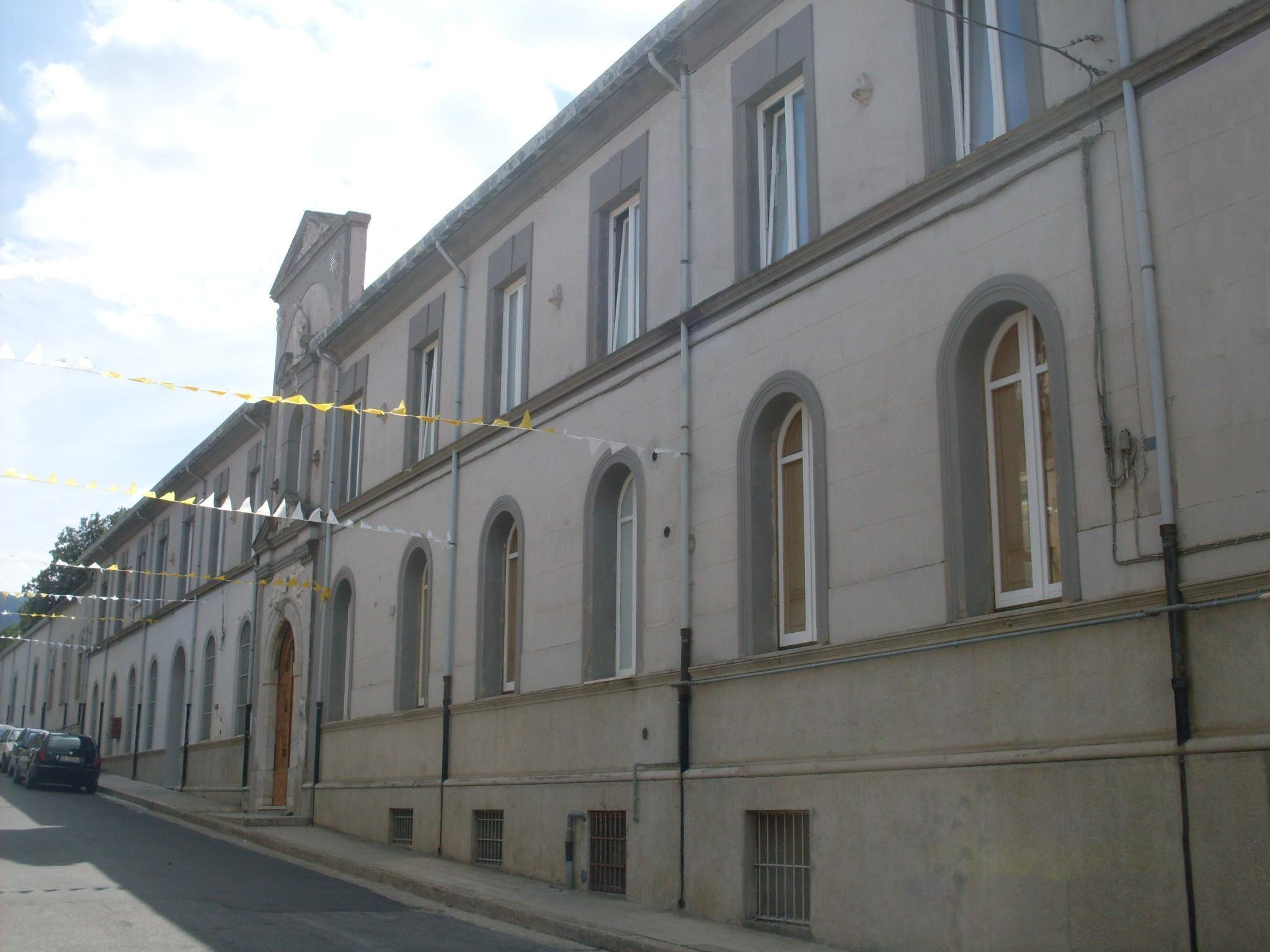
Seminario episcopal de Oppido Mamertina

## Historia
Se desconoce la fecha exacta de fundación de la diócesis de Oppido. Aparece por primera vez al final de la dominación bizantina en Calabria, documentada en un acto de donación de 1044. Es presumible que la fundación de la diócesis preceda a esta fecha, pero no mucho, porque no aparece en ninguna Notitia Episcopatuum del patriarcado de Constantinopla del siglo X. El obispo más antiguo conocido es Nicola, mencionado en un diploma del año 1053.
Un análisis cuidadoso de los acontecimientos ocurridos en el sur de Italia, en la primera mitad del siglo XI, lleva a varios estudiosos, entre ellos Kehr, Duchense, Holtzmann y Bruck, a creer que la erección de la diócesis de Oppido coincide con la era de la reestructuración político-religioso realizada por el catapán Basilio Busiano, en la década de su gobierno (1018-1028). En particular, en el año 1025 se implementó una estrategia militar encaminada a fortalecer las defensas de la ciudad de Regio, y es precisamente en este contexto que Oppido, la rica capital político-administrativa de la Turma delle Saline, situada en la meseta, a lo largo de la Via Islamica que desde el mar Tirreno conducía al mar Jónico, dotada de preeminencia militar y de un imponente castillo que le daba función de vigía y bastión, podía desempeñar la tarea de defender a la población y bloquear los ataques hostiles que llegaban del norte. El establecimiento del obispado de Oppidum en el año 1025 respondió plenamente a la necesidad de una garantía militar y eclesiástica.
La diócesis nació en el contexto bizantino como una diócesis de rito griego, rito que se mantuvo a pesar de los intentos de los normandos de abrogarlo, y que fue oficialmente suprimido por el obispo Atanasio Calkeopoulos en 1482; sin embargo la última evidencia del uso del rito bizantino se remonta a 1634. El uso y estudio del griego estaba tan extendido en los círculos eclesiásticos que el rey Carlos II de Anjou encargó al obispo Stefano (1294-1301) que tradujera importantes textos médicos del griego, mientras que el obispo Girolamo (1449-1472) se lo presentó al papa Nicolás V como profesor de griego.
En 1472 la diócesis de Oppido se unió aeque principaliter a la de Gerace bajo el obispo Atanasio Chalkeopoulos. En 1536 Oppido volvió a ser independiente con el obispo Pietro Andrea Ripanti. El período de la unión "es quizás el período más oscuro para las dos comunidades, que eran supervisadas a distancia sólo por [obispos] comendadores, a menudo de rango cardenalicio".
Después del Concilio de Trento los obispos estuvieron más presentes en la diócesis. Francesco de Noctucis (1542-1548) fue el primer obispo, después de más de un siglo, que residió permanentemente en la diócesis. El obispo Giovanni Battista Montani (1632-1662) restauró la catedral y el palacio episcopal; Bisanzio Fili fue responsable de la fundación del seminario episcopal en 1701, que recibió un eficaz enfoque metódico, escolástico y disciplinario gracias a la obra del obispo Giuseppe Maria Perrimezzi (1714-1734).
El 5 de febrero de 1783 la antigua ciudad de Oppido fue completamente destruida por un terrible terremoto que arrasó todas las estructuras diocesanas. El mismo año también murió el obispo Nicolò Spedalieri y la diócesis permaneció vacante durante aproximadamente una década. Correspondió al obispo Alessandro Tommasini (1792-1818) iniciar la reconstrucción de las estructuras diocesanas en la nueva sede de Tuba; en particular reconstruyó el seminario. El obispo Francesco Maria Coppola consagró la nueva catedral el 23 de junio de 1844. Destruida nuevamente por el terremoto de 1908, fue reconstruida e inaugurada en 1935. Nicola Canino (1936-1951) fue responsable de la construcción del actual palacio episcopal, donde, en algunas salas, se encuentra desde 2003 el museo diocesano fundado por el obispo Luciano Bux.
Tras la dimisión del obispo Maurizio Raspini en 1965, la diócesis permaneció vacante durante 14 años, durante los cuales fue confiada la administración primero a Giovanni Ferro, arzobispo de Regio de Calabria, y luego a Santo Bérgamo, obispo auxiliar de Mileto.
El 10 de junio de 1979, mediante el decreto Quo aptius de la Congregación para los Obispos, la pequeña diócesis de Oppido amplió significativamente su territorio con la adquisición de 25 comunas de la provincia de Regio de Calabria cedidos por la diócesis de Mileto, para un total de aproximadamente 50 parroquias: Anoia, Candidoni, Cinquefrondi, Cittanova, Feroleto della Chiesa, Galatro, Gioia Tauro, Giffone, Laureana di Borrello, Maropati, Melicuccà, Melicucco, Palmi, Polistena, Rizziconi, Rosarno, Sant'Eufemia d'Aspromonte, San Ferdinando, San Giorgio Morgeto, San Pietro di Caridà, San Procopio, Seminara, Serrata, Sinopoli y Taurianova. Al mismo tiempo la diócesis tomó el nombre de diócesis de Oppido Mamertina-Palmi. Estas fueron las premisas para el nombramiento después de muchos años de un nuevo obispo, Santo Bérgamo, el 15 de junio del mismo año.
La diócesis ha recuperado así parte de su antigua extensión territorial, de hecho Oppido, capital de la Turma delle Saline, era no sólo el centro administrativo sino también religioso de la zona situada inmediatamente al norte de Regio de Calabria, incluida la actual Piana di Gioia Tauro, como se desprende del corpus de 47 actas de donación a la catedral de Sant'Agata (antigua Kastron de Oppido), que datan del período comprendido entre 1050 y 1064/65. Esto inspiró al obispo Francesco Milito a encargar tres grandes cuadros colocados en el ábside de la catedral, donde en el centro se encuentra Cristo Pantocrátor y, en particular, a su derecha la Virgen Madre que, con un pergamino en la mano, pide la bendición a su Hijo de la iglesia de Haghia Hagaté, es decir, Oppido en la eparquía Salina.

## Estadísticas
Según el Anuario Pontificio 2022 la diócesis tenía a fines de 2021 un total de 173 418 fieles bautizados.
| Año                                                                             | Población            | Población | Población      | Sacerdotes | Sacerdotes    | Sacerdotes    | Bautizados por sacerdote | Diáconos permanentes | Religiosos | Religiosos | Parroquias |
| Año                                                                             | Bautizados católicos | Total     | % de católicos | Total      | Clero secular | Clero regular | Bautizados por sacerdote | Diáconos permanentes | Varones    | Mujeres    | Parroquias |
| ------------------------------------------------------------------------------- | -------------------- | --------- | -------------- | ---------- | ------------- | ------------- | ------------------------ | -------------------- | ---------- | ---------- | ---------- |
| 1948                                                                            | 42 000               | 42 000    | 100.0          | 47         | 47            |               | 893                      |                      |            |            | 20         |
| 1969                                                                            | 30 175               | 30 175    | 100.0          | 33         | 33            |               | 914                      |                      |            | 38         | 21         |
| 1980                                                                            | 175 000              | 175 000   | 100.0          | 120        | 100           | 20            | 1458                     |                      | 20         | 110        | 74         |
| 1987                                                                            | 160 000              | 160 000   | 100.0          | 117        | 101           | 16            | 1367                     |                      | 16         | 200        | 63         |
| 1999                                                                            | 174 430              | 177 430   | 98.3           | 104        | 87            | 17            | 1677                     | 2                    | 21         | 245        | 64         |
| 2000                                                                            | 174 000              | 177 430   | 98.1           | 100        | 81            | 19            | 1740                     | 7                    | 24         | 235        | 65         |
| 2001                                                                            | 174 000              | 177 430   | 98.1           | 97         | 79            | 18            | 1793                     | 7                    | 23         | 230        | 65         |
| 2002                                                                            | 174 000              | 177 430   | 98.1           | 96         | 81            | 15            | 1812                     | 7                    | 20         | 215        | 65         |
| 2003                                                                            | 174 000              | 177 430   | 98.1           | 99         | 81            | 18            | 1757                     | 8                    | 24         | 184        | 65         |
| 2004                                                                            | 173 990              | 177 400   | 98.1           | 101        | 84            | 17            | 1722                     | 8                    | 23         | 180        | 65         |
| 2013                                                                            | 180 200              | 187 200   | 96.3           | 97         | 86            | 11            | 1857                     | 22                   | 16         | 150        | 66         |
| 2016                                                                            | 172 900              | 179 600   | 96.3           | 99         | 83            | 16            | 1746                     | 22                   | 23         | 174        | 66         |
| 2019                                                                            | 172 640              | 179 280   | 96.3           | 110        | 86            | 24            | 1569                     | 29                   | 30         | 109        | 66         |
| 2021                                                                            | 173 418              | 175 698   | 98.7           | 112        | 89            | 23            | 1548                     | 32                   | 27         | 109        | 66         |
| Fuente: Catholic-Hierarchy, que a su vez toma los datos del Anuario Pontificio. |                      |           |                |            |               |               |                          |                      |            |            |            |

## Episcopologio
- Nicola † (mencionado en 1053)
- Anónimo † (mencionado en 1188)
- Anónimo † (episcopus electus mencionado en 1271 y en 1272)
- Anónimo † (mencionado entre 1274 y 1280)[17]
- Stefano † (antes de diciembre de 1294-después de 1301)
- Barnaba I † (? falleció)
- Gregorio da Gerace † (1 de marzo de 1339-? falleció)
- Barnaba II, O.S.B.I. † (18 de mayo de 1349-1352 falleció)
- Nicola † (24 de noviembre de 1352-? falleció)
- Antonio, O.S.B.I. † (24 de enero de 1364-? falleció)
- Stefano † (? falleció)
- Simone † (15 de marzo de 1372-1394 falleció)
- Giannino Malatacca † (3 de junio de 1394-1400 falleció)
- Simone Corvo † (18 de agosto de 1400-1423 falleció)
- Antonio di Carolei † (23 de julio de 1423-25 de febrero de 1429 nombrado obispo de Bisignano)
- Tommaso Rossi † (18 de marzo de 1429-23 de diciembre de 1429 nombrado obispo de Strongoli)
- Venturello † (13 de febrero de 1430-1449 falleció)
- Girolamo, O.E.S.A. † (1 de septiembre de 1449-1472 falleció)
- Atanasio Calceofilo, O.Cist. † (1472-4 de noviembre de 1497 falleció)
- Troilo Carafa † (27 de noviembre de 1497-circa 1501 falleció)
- Jaime de Conchillos † (23 de febrero de 1505-25 de febrero de 1509 nombrado obispo de Catania)
- Bandinello Sauli † (1509-19 de noviembre de 1517 renunció)
  - Francesco Armellini Pantalassi de' Medici † (19 de noviembre de 1517-6 de junio de 1519 renunció) (administrador apostólico)
  - Alessandro Cesarini † (6 de junio de 1519-15 de junio de 1519 renunció) (administrador apostólico)
- Girolamo Planca † (15 de junio de 1519-21 de agosto de 1534 falleció)
- Pietro Andrea Ripanti † (28 de enero de 1536-2 de septiembre de 1536 falleció)
  - Alessandro Cesarini † (2 de septiembre de 1536-20 de febrero de 1538 renunció) (administrador apostólico, por segunda vez)
- Ascanio Cesarini † (20 de febrero de 1538-1542 renunció o falleció)
- Francesco de Noctucis † (5 de julio de 1542-1548 falleció)
- Tommaso Caselli, O.P. † (7 de mayo de 1548-3 de octubre de 1550 nombrado obispo de Cava de' Tirreni)
- Vincenzo Spinelli † (3 de octubre de 1550-1561 renunció)
- Teofilo Galluppi † (10 de marzo de 1561-13 de abril de 1567 falleció)
- Giovan Mario De Alessandris † (19 de septiembre de 1567-9 de febrero de 1573 nombrado obispo de Mileto)
- Sigismondo Mangiaruga † (29 de mayo de 1573-1583 falleció)
- Andrea Canuto † (28 de noviembre de 1583-1605 renunció)
- Giulio Ruffo † (12 de septiembre de 1605-1609 falleció)
- Antonio Cisoni † (2 de diciembre de 1609-14 de junio de 1629 falleció)
- Fabrizio Caracciolo Pisquizi † (28 de enero de 1630-1631 falleció)
- Giovanni Battista Pontano (o Montano) † (19 de enero de 1632-mayo de 1662 falleció)
- Paolo Diano † (12 de marzo de 1663-noviembre de 1673 falleció)
- Vincenzo Ragni, O.S.B. † (19 de febrero de 1674-3 de diciembre de 1693 falleció)
- Bernardino Plastina, O.M. † (25 de enero de 1694-16 de febrero de 1697 falleció)
- Bisanzio Fili † (27 de enero de 1698-11 de abril de 1707 nombrado obispo de Ostuni)
- Giuseppe Placido De Pace, C.O. † (1 de agosto de 1707-5 de enero de 1709 falleció)
  - Sede vacante (1709-1714)
- Giuseppe Maria Perrimezzi, O.M. † (26 de febrero de 1714-18 de febrero de 1734 renunció)
- Leone Luca Vita † (15 de febrero de 1734-24 de octubre de 1747 falleció)
- Ferdinando Mandarani † (29 de enero de 1748-9 de noviembre de 1769 falleció)
- Nicolò Spedalieri † (29 de enero de 1770-5 de abril de 1783 falleció)
  - Sede vacante (1783-1792)
- Alessandro Tommasini † (26 de marzo de 1792-25 de mayo de 1818 nombrado arzobispo de Regio de Calabria)
- Ignazio Greco † (4 de junio de 1819-11 de diciembre de 1821 falleció)
- Francesco Maria Coppola † (19 de abril de 1822-11 de diciembre de 1851 falleció)
- Michele Caputo, O.P. † (27 de septiembre de 1852-27 de septiembre de 1858 nombrado obispo de Ariano)
- Giuseppe Teta † (20 de junio de 1859-11 de febrero de 1875 falleció)
- Antonio Maria Curcio † (11 de febrero de 1875 por sucesión-15 de julio de 1898 falleció)
- Domenico Scopelliti † (28 de noviembre de 1898-15 de diciembre de 1919 renunció[nota 1])
- Antonio Galati † (15 de diciembre de 1919-1 de julio de 1927 nombrado arzobispo de Santa Severina)
- Giuseppe Antonio Caruso † (26 de agosto de 1927-6 de julio de 1928 renunció[nota 2])
- Giovanni Battista Peruzzo, C.P. † (19 de octubre de 1928-15 de enero de 1932 nombrado obispo de Agrigento)
- Nicola Colangelo † (4 de abril de 1932-16 de diciembre de 1935 nombrado obispo de Nardò)
- Nicola Canino † (30 de diciembre de 1936-11 de abril de 1951 renunció[nota 3])
- Maurizio Raspini † (9 de mayo de 1953-6 de enero de 1965 renunció[nota 4])
  - Sede vacante (1965-1979)[nota 5]
- Santo Bergamo † (15 de junio de 1979[18]-11 de octubre de 1980 falleció)
- Benigno Luigi Papa, O.F.M.Cap. † (29 de septiembre de 1981-11 de mayo de 1990 nombrado arzobispo de Tarento)
- Domenico Crusco † (7 de febrero de 1991-6 de marzo de 1999 nombrado obispo de San Marco Argentano-Scalea)
- Lucíano Bux † (5 de febrero de 2000-2 de julio de 2011 retirado)
- Francesco Milito (4 de abril de 2012-21 de septiembre de 2023 retirado)
- Giuseppe Alberti, desde el 21 de septiembre de 2023